# Mareva Galanter
Mareva Galanter (sinh ngày 4 tháng 2 năm 1979 tại Papeete, Tahiti, Polynesia thuộc Pháp) là một ca sĩ, diễn viên và cựu nữ hoàng sắc đẹp người Pháp.
Galanter đã giành giải "Hoa hậu Quần đảo Thế giới" năm 1998 và sau đó là cuộc thi sắc đẹp "Hoa hậu Tahiti" năm 1998 cho phép cô cạnh tranh vương miện Hoa hậu Pháp 1999, mà cô đã giành chiến thắng. Cô cũng từng tham gia Hoa hậu Hoàn vũ 1999, trong đó cô không được xếp thứ hạng.
Galanter bắt đầu sớm trong nghề người mẫu. Cô ấy chưa 16 tuổi nên đã thực hiện những buổi chụp hình ở Polynesia thuộc Pháp (ví dụ như với Dominique Petras ở Bora Bora). Cô tiếp tục làm người mẫu ở châu Âu, và hướng đến cuộc thi "Hoa hậu Pháp". Cô cũng làm người mẫu cho đối tác của mình Jean Charles de Castelbajac, nhà thiết kế thương hiệu của riêng anh, sống ở Paris.
Galanter đã mở rộng công việc của mình thành âm nhạc và ca hát, phát hành Ukuyéyé, dưới Warner Music, vào năm 2006.
Cô đã phát hành video cho 7 bài hát của mình. Cô ấy đã tổ chức một chương trình truyền hình Pháp có tên Do you Do you scopitone trên kênh Paris Première, dành riêng cho scopitones từ những năm 1960 và 70. Scopitone là tiền thân của video âm nhạc đương đại.
Đến nay, cô đã tham gia một số bộ phim truyện, bao gồm 3 Zéros, Les Gaous, The Pink Panther và Tu Devais Faire du Cinéma.
Galanter đã thu âm album thứ hai của cô, Happy Fiu, với ban nhạc tiếng Anh Little Barrie vào năm 2008. Cô đã làm việc với ca sĩ kiêm nhạc sĩ Rufus Wainwright, với Martin Duffy của Primal Scream và với ban nhạc Little Barrie. Jean-Charles de Castelbajac đã hỗ trợ cô với nhiều văn bản của mình. Cô đã lưu diễn vài tháng quanh Pháp và trong Châu Âu.
Năm 2010, Galanter đã gia nhập đội ngũ ca sĩ lưu diễn và thu âm với dự án Nouvelle Vague của Marc Collin và Olivier Libaux. Theo nguồn cấp dữ liệu Twitter của Galanter, cô đã ghi lại một số tài liệu cho album Nouvelle Vague tiếp theo.
Năm 2011, cô tới Detroit để làm việc với nhà sản xuất Jim Diamond tại phòng thu của anh, Ghetto Recorders và thu âm 7 bài hát mới, bao gồm Western Love, có một video đi kèm có sẵn trên Vimeo.com.
Galanter là người gốc Romania và Nga từ cha cô và Tahiti từ mẹ cô.

## Danh sách đĩa hát

### Album
- Ukuyéyé
- Happy Fiu

### Đĩa đơn
- "Miss U"

## Đóng phim
- Vaiana - Sina (2016)